# Tumul

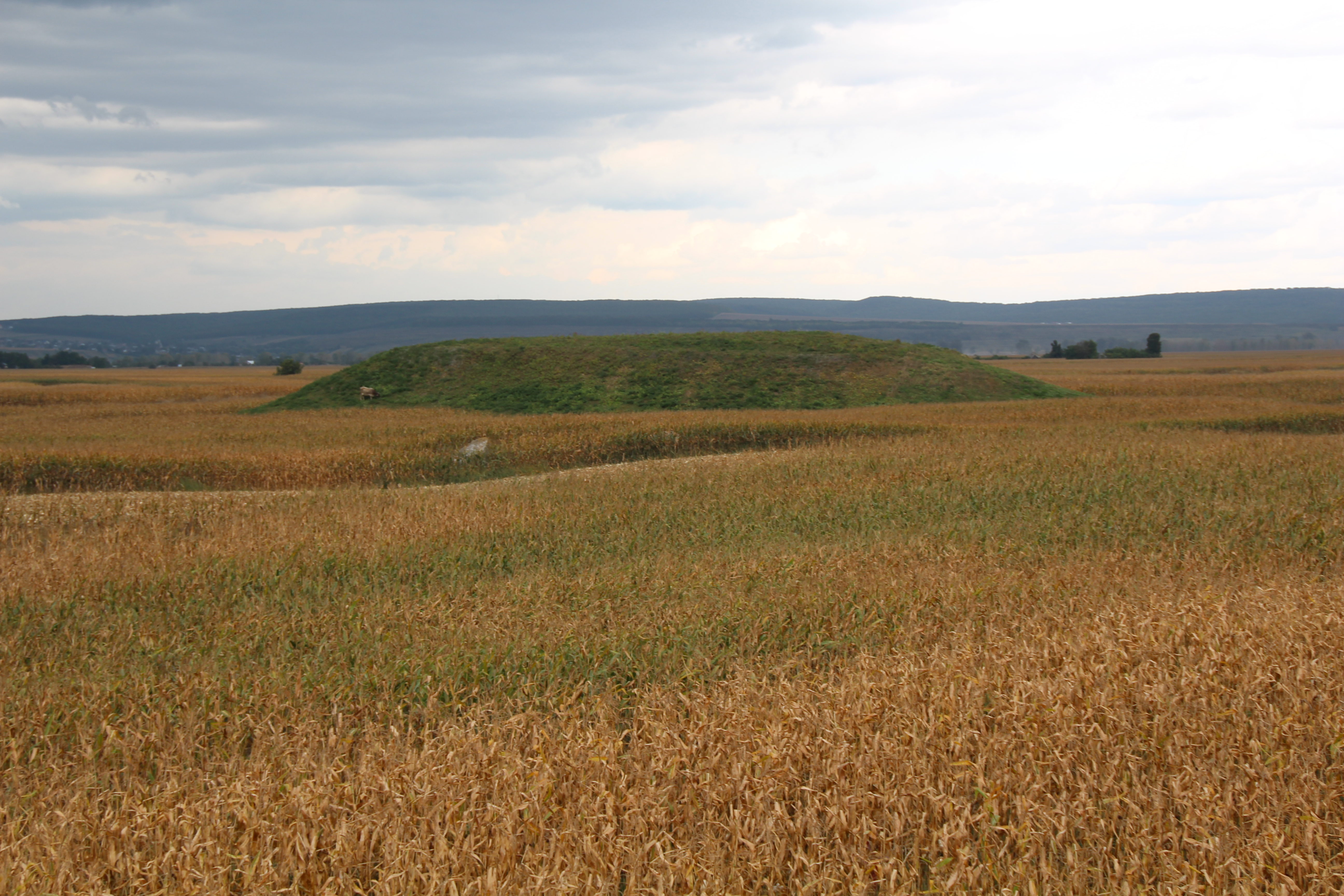
Tumulul "Movila găunoasă"
Ingărești, România
Sit arheologic - nr. 124867.07.01

Un tumul (sinomim: gorgan) este o movilă de pământ sau de piatră, de formă conică sau piramidală, ridicată deasupra unui mormânt în scop de protecție. 
Tumulii sunt caracteristici pentru multe culturi antice din toată lumea, ei fiind ridicați începând din neolitic, nu numai în scop funerar ci și ca observator astronomic sau semn geodezic.

## Materiale de construcție
Tumulii erau executați din diverse materiale: 
- piatră brută, dispusă sub formă de bolți (Bourgogne, Boemia),
- piatră fățuită sub forma unei construcții tronconice (nord-estul Franței),
- argilă, amestecată uneori cu piatră, având înfățișarea unei movile (Bavaria și Palatinat).

## Necropolă tumulară
Un grup de tumuli și monumente înrudite, cum ar fi șanțurile circulare, situate pe un spațiu restrâns, poartă denumirea de necropolă tumulară. O necropolă tumulară poate să conțină mai multe forme de tumuli, construiți succesiv, pe o anumită perioadă de timp. 
Necropolele tumulare au fost clasificate în trei categorii:
- necropolă tumulară lineară, în care tumulii componenți sunt dispuși mai mult sau mai puțin în linie dreaptă (deși pot apărea, ocazional, și tumuli periferici);
- necropolă tumulară nucleală, în care un grup de tumuli pot fi așezați foarte strâns în centrul necropolei, dar într-o formă neregulată;
- necropolă tumulară dispersată, care constă dintr-un grup de tumuli și monumente înrudite împrăștiate pe o zonă relativ limitată, și care nu lasă să se întrevadă nici un centru sau aliniament.

## Tumuli în România
Materiale media legate de Tumuli in Romania la Wikimedia Commons
- Satul Cucuteni, dealul Gosan, în punctul „La pietrărie” - necropolă tumulară daco-getică datată în secolul al IV-lea î.e.n., aici fiind organizat un muzeu al culturii Cucuteni.
- Cluj, șantierul Polus - descoperit în anul 2007, tumulul servea drept mormânt colectiv. Acesta era înconjurat de un inel de pietre și avea în vârf un menhir - un bloc de piatră sculptat, care reprezenta o divinitate a lumii subpământene. Tumulul face parte dintr-un lanț de șase movile de pământ.[4]
- zona Silvaș - locul de înhumare a unei căpetenii, cu circa 5000 de ani în urmă, într-un ritual funerar complex.[5]
- Fizeș, județul Caraș-Severin, în punctul numit „Gorgane” - au fost descoperiți tumuli aplatizați. [6]
- Tumulul "Movila găunoasă", Ingărești, România - situat la circa 200 m de sat, pe partea dreaptă a drumului spre Timișești. Sit arheologic clasificat cu numărul 124867.07.01.
- Necropola tumulară dacică (epoca La Tène - sec. III î.e.n./sec. I e.n.) de la Cugir, la 1 km vest de marginea orașului, pe dealul Crucea lui Maniu, în punctul Cetățuia, ce constituie, alături de așezarea fortificată, monument istoric cod LMI AB-I-m-B-00030.
- Necropola tumulară „Gruiul Cetății”  - la 1 km nord de marginea satului Hăpria, comuna Ciugud; monument istoric cod LMI AB-I-s-B-00046.
- Necropola tumulară „Dealu Baia”  - la 1 km vest de marginea satului Livezile, ce constituie, alături de așezarea alăturată, monument istoric cod LMI AB-I-m-B-00049.02 din epoca bronzului timpuriu.
- Necropola tumulară „Rupturi” - la 500 m de marginea nordică a satului Țelna, comuna Ighiu, ce constituie, alături de așezarea alăturată, monument istoric cod LMI AB-I-m-B-00084.02 din epoca bronzului.
- Morminte tumulare „La Movile”, din sec. IX-XI, satul Vladimirescu, cod LMI AR-I-m-B-00467.02.
- Tumulul „La Movile” - pe islazul din estul satului Dobrești (comuna Dobrești), din epoca bronzului, Cultura Tei, cod LMI AG-I-s-A-13362.01.
- Morminte tumulare „Rupturi” - la 500 m vest de satul Zerindu Mic, comuna Mișca; monument istoric cod LMI AR-I-m-B-00473.02.
- Necropola tumulară de incinerație „Toplița” - la nord de satul Cepari, comuna Poiana Lacului, pe terasa mijlocie a Topologului, ce constituie monument istoric cod LMI AG-I-s-B-13358 din perioada Hallstatt, aparținând culturii Ferigile-Bârsești.
- Necropola tumulară de incinerație „Babe”, sau „Bălteni”, din satul Tigveni, comuna Tigveni, din perioada Hallstatt târziu; monument istoric cod LMI AG-I-s-A-13383.
- Necropola tumulară - în vatra satului Țițești, comuna Țițești, în vecinătatea școlii; monument istoric cod LMI AG-I-s-B-13384 din perioada Hallstatt, aparținând culturii Ferigile-Bârsești.
- Necropola tumulară daco-getică „Movilița” (epoca La Tène - sec. I î.e.n./sec. I e.n.), din satul Răcătău de Jos, comuna Horgești; monument istoric cod LMI BC-I-s-B-00744.
- Tumul situat în vatra satului Podirei (comuna Șieu-Măgheruș), pe parcela din stânga șoselei ce vine dinspre comună; monument istoric cod LMI BN-I-s-B-01380.
- Necropola tumulară „Mormântul Urieșului” - la 1 km nord-vest de satul Dragalina, comuna Cristinești; monument istoric cod LMI BT-I-s-B-01780 din perioada de tranziție la epoca bronzului, aparținând culturii Horodiștea-Foltești.

Lista completă de tumuli din România este administrată de Ministerul Culturii, în cadrul Repertoriului Arheologic Național. La data de 12.02.2018 erau înregistrate peste 1955 poziții cu unul sau mai mulți tumuli.

## Tumuli în Republica Moldova
Materiale media legate de Tumuli in Bălți la Wikimedia Commons
- La 0,5 km nord de satul Saharna Nouă, în punctul numit de localnici Țiglău, pe un podiș înalt din dreapta râului Nistru au fost cercetați 18 tumuli din prima epocă a fierului. Mantalele tumulilor sunt din pietre și pământ, au înălțimea de circa 0,3 m și diametrul circa 6 m. În unii tumuli au fost identificate ringuri de piatră - cromlehuri. [8]
- În preajma Iezărenilor Vechi, raionul Sîngerei sunt 4 tumuli - morminte ale nomazilor, protejate de stat.[9]